# カーマ・スートラ/愛の教科書
『カーマ・スートラ/愛の教科書』（カーマ・スートラあいのきょうかしょ、原題：Kama Sutra: A Tale of Love）は、1996年に製作されたインド映画。

## キャスト
- タラ：サリタ・チョウドリー（吹替：土井美加）
- マヤ：インディラ・ヴァルマ
- ジャイ・クマール：ラモン・ティカラム
- ラジャ・シン：ナヴィーン・アンドリュース
- ラサ・デヴィ：レーカー